# Veľkrop, Stropkov
Veľkrop este o comună slovacă, aflată în districtul Stropkov din regiunea Prešov. Localitatea se află la altitudinea de 283 m deasupra n.m., se întinde pe o suprafață de 10,44 km2 și în 2017 număra 225 de locuitori.

## Istoric
Localitatea Veľkrop este atestată documentar din 1408.

## Demografie
| An:                | 1994 | 2004   | 2014   | 2024   |
| ------------------ | ---- | ------ | ------ | ------ |
| Număr de persoane: | 220  | 221    | 222    | 231    |
| Diferență:         |      | +0,45% | +0,45% | +4,05% |

| An:                | 2023 | 2024   |
| ------------------ | ---- | ------ |
| Număr de persoane: | 230  | 231    |
| Diferență:         |      | +0,43% |